# Sveriges ambassad i Doha
Sveriges ambassad i Doha är Sveriges diplomatiska beskickning i Qatar som är belägen i landets huvudstad Doha. Beskickningen består av en ambassad, en ambassadör samt en tjänsteman, bägge utsända av Utrikesdepartementet (UD), och fyra lokalanställda. Ambassadör sedan 2022 är Gautam Bhattacharyya.

## Ambassaden
Den 19 juni 2013 beslutade Sveriges regering att öppna en ambassad i Doha. Den 11 maj 2014 överlämnade Sveriges ambassadör till Qatar, Ewa Polano, kopior på kreditiv- och rappellbrev till Qatars utrikesminister, Khalid bin Mohammad Al Attiyah. Ambassaden invigdes officiellt onsdagen den 14 maj 2014 av handelsminister Ewa Björling. Huvudmålet med öppnandet av ambassaden var fokus på Sverigefrämjande och bistå svenska företag på den expansiva qatariska marknaden. Ett annat mål var att främja Sverige som en attraktiv destination för långsiktiga investeringar.

## Beskickningschefer
| Namn                 | Period    | Funktion   | Ackreditering                                 |
| -------------------- | --------- | ---------- | --------------------------------------------- |
| Göran Bundy          | 1977–1980 | Ambassadör | Sidoackrediterad från ambassaden i Kuwait.    |
| Thord Bengtson       | 1980–1982 | Ambassadör | Sidoackrediterad från ambassaden i Kuwait.    |
| Carl-Gustav Åkesson  | 1983–1986 | Ambassadör | Sidoackrediterad från ambassaden i Kuwait.    |
| Ulf Norström         | 1987–1989 | Ambassadör | Sidoackrediterad från ambassaden i Kuwait.    |
| Ingolf Kiesow        | 1989–1992 | Ambassadör | Sidoackrediterad från ambassaden i Kuwait.    |
| Tommy Arwitz         | 1992–1997 | Ambassadör | Sidoackrediterad från ambassaden i Kuwait.    |
| Thomas Ganslandt     | 1997–2001 | Ambassadör | Sidoackrediterad från ambassaden i Kuwait.    |
| Lars-Erik Grundell   | 2001–2005 | Ambassadör | Sidoackrediterad från ambassaden i Abu Dhabi. |
| Bruno Beijer         | 2005–2010 | Ambassadör | Sidoackrediterad från ambassaden i Abu Dhabi. |
| Magnus Schöldtz      | 2010–2011 | Ambassadör | Sidoackrediterad från ambassaden i Abu Dhabi. |
| Max Bjuhr            | 2011–2014 | Ambassadör | Sidoackrediterad från ambassaden i Abu Dhabi. |
| Ewa Polano           | 2014–2019 | Ambassadör |                                               |
| Anders Bengtcén      | 2019–2022 | Ambassadör |                                               |
| Gautam Bhattacharyya | 2022–     | Ambassadör |                                               |